# هریس پارک، نیو ساوت ولز
هریس پارک (به انگلیسی: Harris Park) یک حومه شهر در استرالیا است که در نیو ساوت ولز واقع شده‌است.